# Quintillus római császár
Marcus Aurelius Claudius Quintillus, általánosan elterjedt néven Quintillus császár (Szerémség, 220 körül – Aquileia, 270 áprilisa) a Római Birodalom császárának, Claudius Gothicusnak a bátyja, a szenátus 270-ben császárrá választotta. Még ugyanebben az évben meghalt.

## Megválasztása
A Historia Augusta szerint császárrá a szenátus nevezte ki, míg Eutropius szerint a római hadsereg katonái választották meg II. Claudius után császárnak. Ióannész Zónarasz szerint is a szenátus támogatottja volt. A Historia Augusta azt is leírja, hogy II. Claudius halálos ágyán Aurelianust jelölte meg örököséül, nem pedig bátyját, Quintillust.

## Uralkodása
Uralkodásnak idejéről és tartalmáról megoszlanak a vélemények. Egyes történetírók szerint csak 17 napig uralkodott, más beszámolók szerint maximum fél évig uralkodhatott. A történetírásban vita van halálának körülményeiről is. A Historia Augusta szerint gyilkosság áldozata lett, melyet saját katonái követtek el. Szent Jeromos szerint meggyilkolták, mégpedig az Aurelianusszal való ellenségeskedése miatt. Antiokhiai János szerint öngyilkosságot követett el, felvágta az ereit. Claudius Salmasius szerint Quintillus természetes halállal halt meg. Az összes beszámoló egyetért abban, hogy Aquileia városában hunyt el. Uralma gyakorlásának lehetősége is kérdéses, mivel a hadsereg a birodalomban Aurelianust támogatta, Quintillus támogatóként csak a szenátust tudta megnyerni, aminek hatalma azonban már nagyon kismértékű volt a 270-es években.
| Előző uralkodó: II. Claudius Gothicus | Római császár 270 | Következő uralkodó: Aurelianus |